# Ennodiusz z Pawii
Ennodiusz z Pawii, właśc. Magnus Felix Ennodius (ur. 473/474, zm. 17 lipca 521) – pisarz i teolog wczesnochrześcijański, biskup, święty Kościoła katolickiego.
Pochodził z rodziny zamieszkałej najpewniej w Arles. Wcześnie osierocony przez rodziców był wychowywany przez zamieszkałą w Pawii ciotkę. Około 493 został wyświęcony na diakona. W 496 przeprowadził się do Mediolanu. Tam rozpoczął działalność pisarską. W 513 został biskupem w diecezji Pawii. Dwukrotnie (w 515 i 517) stał na czele poselstw papieskich do Konstantynopola, które miały doprowadzić do pojednania z Kościołem greckim (schizma akacjańska).
Jego wspomnienie liturgiczne przypada w dzienną pamiątkę śmierci.

## Twórczość
1.Dzieła różne (Opuscula miscella)
- Żywot Epifaniusza (Vita Epiphanii)
- Żywot Antoniego (Vita Antonii)
- Książeczka przeciwko zwalczającym synod (Libellus adversus eos, qui contra synodum scribere praesumpserunt)
- Panegiryk (Panegyricus)
- Pouczenie moralne (Paraenesis didascalica)
- O życiu swoim - modlitwa dziękczynna (Eucharisticum de vita sua)
- 2 Błogosławieństwa świecy (Benedictiones cerei)

2. 28 Przemówień (Dictiones)
3. 2 księgi Pieśni (Carmina)
4. 297 Listów